# Phaonia sibirica
Phaonia sibirica este o specie de muște din genul Phaonia, familia Muscidae, descrisă de Adrian C. Pont în anul 1981. Conform Catalogue of Life specia Phaonia sibirica nu are subspecii cunoscute.